# Reflections Records
Reflections Records ist eine niederländische Plattenfirma mit Sitz in Arnhem.
Die Wurzeln des Labels sind ein Fanzine, das ab 1994 herausgegeben wurde. Als Gründungsjahr gilt 1998, da hier dem Fanzine erstmals 7”-Kompilationen beigelegt wurden. Anfang der 2000er Jahre verkaufte das Label eigenen Angaben zufolge zwischen 1.500 und 5.000 Einheiten pro Album.
Im Katalog des Labels finde sich neben ganzen Alben auch (Split-)EPs und Kompilationen. Ein Beispiel für letztgenannte ist Fight the World Not Each Other: A Tribute to 7Seconds (1999) zu Ehren der Hardcore-Punk-Band 7 Seconds (u. a. mit Better Than a Thousand, Good Clean Fun und H2O).

## Veröffentlichungen (Auswahl)
- American Nightmare – Year One (Kompilation, 2001)
- Annihilation Time – III - Tales of the Ancient Age (2008)
- Face Tomorrow – Black Thunder (2005)
- Good Clean Fun – On the Streets Saving the Scene from the Forces of Evil (2000)
- Kult of the Wizard – The White Wizard (2015)
- Modern Life Is War – Midnight in America (2007)
- No Turning Back – 1997–2007 (Kompilation, 2007)
- Only Living Witness – Prone Mortal Form / Innocents (Do.-LP, Kompilation, 2008)
- Sick of It All – Just Look Around (2010)
- Suffering Quota – Suffering Quota (2004)
- Terror – Always the Hard Way (2006)
- Trash Talk – Trash Talk (2008)
- Various – Fight the World Not Each Other: A Tribute to 7Seconds (Kompilation, 1999)
- Zeal & Ardor – Devil Is Fine (2016)